# Майя Рефікко
'Майя Рефікко Вікейра (ісп. Maia Reficco Viqueira; нар. 14 липня 2000, Бостон, Массачусетс) — американська-аргентинська актриса та співачка. Вона відома за ролями в оригінальному серіалі Nickelodeon «Kally's Mashup» та в серії трилерів жахів «Милі ошуканки: Первородний гріх», спіноф «Милі ошуканки».

## Життєпис

### Ранній рік
Рефікко народилася в Бостон, Массачусетс, а у віці шести років переїхала в Буенос-Айрес, Аргентина, зі своєю родиною аргентинського походження. З дитинства вона виявляла інтерес до музики, співала та грала на гітарі, піаніно, саксофоні та укулеле. Її мати Кеті Вікейра є співачкою та викладачем вокалу та є директором власного Центру вокального мистецтва, а її батько Езекіель Рефікко є професором Університету Лос-Анд у Богота. У неї є молодший брат Хоакін Рефікко Вікейра, який також є співаком. Рефікко займався акробатикою 11 років. У віці 15 років вона поїхала в Лос-Анджелес і жила з Клаудією Брант, де вона мала можливість навчатися співу з Еріком Ветро, вокальним тренером для таких артистів, як Аріана Гранде, Каміла Кабельйо та Шон Мендес. Вона також відвідувала п’ятитижневу програму музичного коледжу Берклі в Бостоні, в якій досягла успіхів, отримавши стипендію.

### 2017: Дебют в якості актриси вKally's Mashup
До проекту Nickelodeon, «Kally's Mashup» прийшла завдяки Клаудії Брант і соціальній мережі Instagram; Брант був тим, хто відповідав за надсилання обкладинок, які Рефікко створила для різних виконавців і завантажила на платформу, потім з нею зв’язалися продюсери серіалу для прослуховування. Рефікко пройшов прослуховування з піснею «Dangerous Woman» співачки Аріана Гранде. Нарешті йому вдалося отримати головну роль серіалу зігравши Каллі Понсе. «Kally's Mashup» обертається навколо Каллі, молодого вундеркінда, якого прийняли до музичної консерваторії коледжу. Каллі завжди любила класичну музику, але її справжньою пристрастю є поп-музика. Серіал містить оригінальну музику, створену Андерсом, її давнім музичним партнером Пером Астромом і його дружиною Ніккі Андерс. Адам Андерс також є виконавчим продюсером, контролюючи всю музику для серіалу. Рефікко підписав контракт із звукозаписною компанією Deep Well Records і поїхав до Маямі, щоб записати музику для серіалу.19 жовтня 2017 року Рефікко вперше виступив на «Kid's Choice Awards Argentina», представивши пісню для серіалу «Key of Life».

### 2018, 2020—тепер. час: Зосередьтеся на своєму дебютному альбомі та інших проектах
21 серпня 2018 року Рефікко виступив на «KCA México 2018», де виконав пісні «World's Collide» і «Unisono» з акторським складом «Kally's Mashup». 25 серпня 2018 року в інтерв’ю Billboard Argentina Рефікко підтвердив, що працює над записом свого матеріалу як сольний артист у співпраці з великою звукозаписною компанією, а також повідомив, що його дебютний альбом буде поп-музикою. і жанр R&B. Того ж дня він виступив на «KCA Argentina 2018», де знову заспівав пісні «World's Collide» і «Unisono» разом з акторським складом «Kally's Mashup». 7 листопада Рефікко виступив на Нагорода «Мій Нік» 2018, де він знову заспівав ті самі пісні, але цього разу «Unisono», разом з Алексом Хоєром і Лало Бріто; тієї ж ночі Рефікко отримав нагороду «Улюблений телевізійний артист». 14 грудня того ж року стало відомо, що Рефікко створював пісні разом з Клаудією Брант та іншими продюсерами, а лідером його музичного проекту є Адам Андерс, так само як і його музика буде спрямована на передачу різних повідомлень.
У 2020 році Майя випускає свій дебютний сингл під назвою «Tuya».
У лютому 2021 року Майя випустила свій другий сингл під назвою «De Tí», через 3 місяці Майя випустила свій третій сингл під назвою «Tanto Calor», а в липні того ж року вона переосмислила Каллі Понс у телевізійному фільмі Nickelodeon і однойменний серіал «Kally's Mashup: A Very Kally Birthday!», таким чином закривши проект, який відкрив двері для її нинішньої кар’єри.
У травні 2022 року Майя випустила свій четвертий сингл під назвою «Форсаж», а через кілька місяців вона з’явилася у фільмі Netflix «Do Revenge» і знялася в ролі Ноа Олівара в серіалі HBO Max «Милі ошуканки: Первородний гріх».

## Музичний стиль
На його дебютний запис вплинуть поп і R&B; Рефікко виріс у середовищі джазової музики та з музикою таких виконавців, як Арета Франклін, The Jackson 5 і Стіві Вандер.
Рефікко не тільки фанатка поп-музики, вона також має смак до класичної музики, вона любить грати на фортепіано і її улюблені композитори - Моцарт і Саті, навіть в серіалі «Kally's Mashup» її героїня також задіяна у смаку для класичної музики. Вона цінує і поважає всі жанри, але її серце належить поп-музиці.

## Фільмографія
- 2017—2019: «Kally's Mashup»
- 2019 — «Club 57»
- 2022—2024 «Милі ошуканки: Первородний гріх»
- 2022 — «Зробімо помсту»
- 2025 — «Дольче Вілла»